# Bratowo (obwód Burgas)
Bratowo (bułg. Братово) – wieś w południowo-wschodniej Bułgarii, w obwodzie Burgas, w gminie Burgas. Według danych Narodowego Instytutu Statystycznego, 31 grudnia 2011 roku wieś liczyła 143 mieszkańców.